# Xã Augusta, Quận Woodruff, Arkansas
Xã Augusta (tiếng Anh: Augusta Township) là một xã thuộc quận Woodruff, tiểu bang Arkansas, Hoa Kỳ. Năm 2010, dân số của xã này là 2.598 người.